# شیبلوی سفلی (میاندوآب)
شیبلوی سفلی، روستایی از توابع بخش مرکزی شهرستان میاندوآب در استان آذربایجان غربی ایران است. این روستا، در زبان محلی به صورت شیبیلی (şibeyli) تلفظ می‌شود. در سال‌های اخیر، شیبلوی علیا با شیبلوی سفلی ادغام شده‌اند و کوی شیبیلو را تشکیل داده‌اند.

## جمعیت
این روستا در دهستان زرینه‌رود شمالی قرار دارد و براساس سرشماری مرکز آمار ایران در سال ۱۳۸۵، جمعیت آن ۱٬۶۳۵ نفر (۳۹۸ خانوار) بوده‌است.